# 利弗莫爾福爾斯 (緬因州普查規定居民點)
利弗莫爾福爾斯（英語：Livermore Falls）是位於美國緬因州安德羅斯科金縣的一個普查規定居民點。

## 人口
根據2020年美國人口普查的數據，利弗莫爾福爾斯的面積為3.39平方千米，當中陸地面積為3.11平方千米，而水域面積為0.28平方千米。當地共有人口1540人，而人口密度為每平方千米454.28人。